# Central térmica Castejón 2
La central térmica Castejón 2 es una central termoeléctrica de ciclo combinado situada en el término municipal de Castejón, en Navarra (España). Su combustible es el gas natural, y cuenta con una potencia instalada de 400 MWe. La central, propiedad de Iberdrola, recibe el nombre de Castejón 2 al existir otros dos grupos (Castejón 1 y Castejón 3) de las mismas características en la misma localidad, propiedad de TOTAL España, que anteriormente pertenecieron a EDP Energía.

## Características
Ubicada junto al río Ebro, la planta se encuentra situada en una zona privilegiada para estas instalaciones, debido a la cercanía de gasoductos y buenas comunicaciones.
La empresa invirtió un total de 180 millones de euros en la construcción de esta planta, que da trabajo directo a unos 40 empleados. Su construcción se inició en 2001, entrando en operación comercial en mayo de 2003.
La operación y el mantenimiento corre a cargo de Iberdrola Operación y Mantenimiento (IOMSA). La central de Castejón 2 pertenece en su totalidad a Iberdrola.

## Posible ampliación
En 2008, Iberdrola manifestó su intención de ampliar a un segundo grupo esta instalación, a pesar de conocer la sentencia del mismo año, emitida por el Tribunal Superior de Justicia de Navarra, que anulaba el Plan Sectorial de Incidencia Supramunicipal de la Central térmica de Castejón 3, ya construida por HC Energía, por incumplir la normativa. El nuevo ciclo combinado adyacente al primer grupo Castejón 2 se proyectaba también de 400 MW de potencia.
En febrero de 2013, el Gobierno de Navarra autorizaba a Iberdrola la construcción de su proyectado nuevo grupo. Pero, al haber permanecido el primer grupo casi sin actividad en 2012, la empresa decide que de momento abandona su intención inicial de ampliar la central.